# Championnat du Groenland masculin de handball
 (juillet 2022).
Si vous disposez d'ouvrages ou d'articles de référence ou si vous connaissez des sites web de qualité traitant du thème abordé ici, merci de compléter l'article en donnant les références utiles à sa vérifiabilité et en les liant à la section « Notes et références ».
Le championnat du Groenland de handball est une compétition placée sous l'égide de la fédération du Groenland de handball. Il existe depuis 1974.

## Palmarès
- 1974 : Grønlands Seminarius Sportklub (GSS)
- 1975 : Sisimiut (S-68)
- 1976 : Grønlands Seminarius Sportklub (GSS)
- 1977 : Grønlands Seminarius Sportklub (GSS)
- 1978 : Nuuk Idraetslag (NÛK)
- 1979 : Grønlands Seminarius Sportklub (GSS)
- 1980 : Ilulissat (I-69)
- 1981 : Sisimiut (S-68)
- 1982 : Sisimiut (S-68)
- 1983 : Sisimiut (S-68)
- 1984 : Nuuk (B-67)
- 1985 : Ilulissat (I-69)
- 1986 : Aqigssiaq
- 1987 : Ilulissat (I-69)
- 1988 : Ilulissat (I-69)
- 1989 : Ilulissat (I-69)
- 1990 : Ilulissat (I-69)
- 1991 : Nuuk Idraetslag (NÛK)
- 1992 : Siumut Amerdlok Kunuk (SAK)
- 1993 : Siumut Amerdlok Kunuk (SAK)
- 1994 : Nuuk Idraetslag (NÛK)
- 1995 : Nuuk Idraetslag (NÛK)
- 1996 : Nuuk Idraetslag (NÛK)
- 1997 : Nuuk Idraetslag (NÛK)
- 1998 : Nuuk Idraetslag (NÛK)
- 1999 : Nuuk Idraetslag (NÛK)
- 2000 : Kissaviarsuk-33 (K-33)
- 2001 : Nuuk Idraetslag (NÛK)
- 2002 : Nuuk Idraetslag (NÛK)
- 2003 : Kissaviarsuk-33 (K-33)
- 2004 : Nuuk Idraetslag (NÛK)
- 2005 : Nagdlunguaq-48 (N-48)
- depuis 2006 : ?